# 雲彩湖
雲彩湖位於美國密歇根州的內豪豬山荒野國家公園。湖泊位於豪豬山脈兩個山脊之間的山谷中。湖泊被原始荒野和壯麗的景色所環繞，是徒步旅行者，露營者和釣漁客熱愛的地方，也是國家公園的一個顯著特徵。